# Guyana i olympiska sommarspelen 1984
Guyana deltog i de olympiska sommarspelen 1984 med en trupp bestående av sex deltagare, men ingen av landets deltagare erövrade någon medalj.

## Cykling
Herrarnas linjelopp
- Randolph Toussaint — fullföljde inte (→ ingen placering)

## Friidrott
Damernas längdhopp
- Jennifer Inniss
  - Kval — 6,17 m (→ gick inte vidare, 13:e plats)